# Мисс Интернешнл 1978

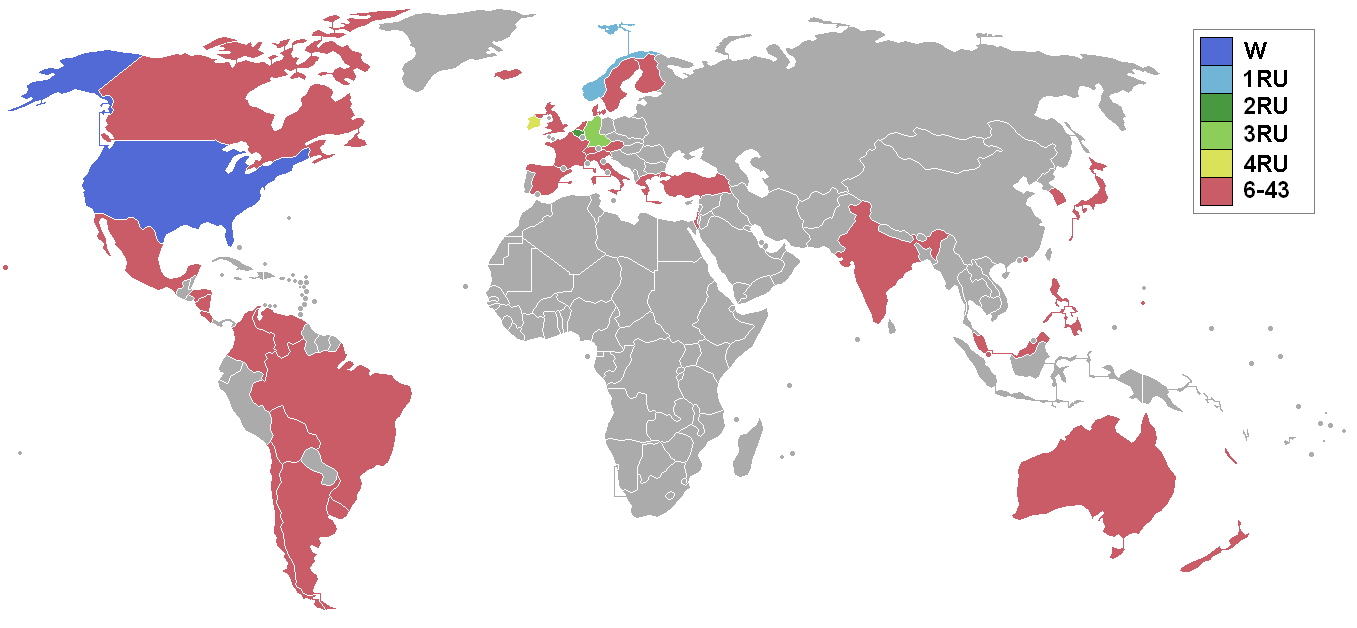
Страны-участницы Мисс Интернешнл

Мисс Интернешнл 1978 (англ. Miss International 1978) — 18-й международный конкурс красоты Мисс Интернешнл. Проводился 10 ноября 1978 года в Токио (Япония). Победительницей стала Кэтрин Рут из США.

## Финальный результат
| Final Result         | Contestant                                  |
| -------------------- | ------------------------------------------- |
| Мисс Интернешнл 1978 | - США — Кэтрин Рут                          |
| 1-я вице-мисс        | - Норвегия — Джанетт Аарум                  |
| 2-я вице-мисс        | - Бельгия — Бригитта Мария Антония Муйшондт |
| 3-я вице-мисс        | - Германия — Петра Бринкманн                |
| 4-я вице-мисс        | - Ирландия — Лоррэйн Бернадетте Энрикес     |

## Специальные награды
| Награда                    | Участницы                                                                                     |
| -------------------------- | --------------------------------------------------------------------------------------------- |
| Мисс Дружба                | - Боливия — Росита де Лурдес Регвенья                                                         |
| Мисс Фотогеничность        | - Австрия — Элизабет Хавичек                                                                  |
| Лучший Национальный костюм | - Мексика — Ольга Пескадор Соса                                                               |
| Мисс Кимоно                | - Израиль — Леа Авги - Бельгия — Бригитта Мария Антония Муйшондт - Германия — Петра Бринкманн |

## Участницы
| - Аргентина — Грасиела Риадигос - Австралия — Мишель Кай Адамсон - Австрия — Элизабет Хавичек - Бельгия — Бригитта Мария Антония Муйшондт (Universe и World 84) - Боливия — Росита де Лурдес Регвенья - Бразилия — Анжела Суарес Чичиерчио - Канада — Кимберли Анн Аллан - Чили — Марианела Вероника Толедо Рохас (World 79) - Колумбия — Ольга Лусия Прада Родригес - Коста-Рика — Марлен Лурдес Амадор Барренче - Дания — Анита Хеске - Финляндия — Хими Мария Сууронен - Франция — Вероник Фагот (Universe 77; SF World 77; Europe 78) - Германия — Петра Бринкманн - Великобритания — Патриция Морган - Греция — Аспасия «Sia» Крокиду - Гуам — Кармен Блас Саблан - Гавайи — Роксан Селеста Флеминг - Нидерланды — Карин Ингрид Густаффсон (SF Universe 78) - Гондурас — Лорина Ириас Навас - Гонконг — Регина Цанг Хин-Ю - Исландия — Сигурланг «Dilly» Халлдорсдоттир | - Индия — Сабита Данрайгир - Ирландия — Лоррэйн Бернадетте Энрикес (World 77; SF Universe 78; Europe 78) - Израиль — Леа Авги - Италия — Глория Айта - Япония — Ацуко Тагути - Республика Корея — Чэ Джунг-сук - Малайзия — Фарида Абдул Самад - Мексика — Ольга Пескадор Соса - Новая Каледония — Патриция Лорацо - Новая Зеландия — Донелла Элизабет Клемменц Томсен (SF Universe 81) - Никарагуа — Мария Ауксилиадора Пагуага Мантилья (World 75) - Норвегия — Джанетт Аарум (Universe 78, 4th RU Scandinavia 79, World 79) - Филиппины — Лус де ла Крус Поликарпио - Сингапур — Фелина Тео Би Ва - Испания — Мария Инмакулада Аренсибия Паррадо - Швеция — Пиа Биргитта Эриксон - Швейцария — Даниела Патриция Хаберли (SF World 77) - Турция — Зулал Зейнен Мазмонглу - Уругвай — Сара Алага Валега (World 76) - США — Кэтрин Патриция Рут - Венесуэла — Дорис Фуэйо Морено |

## Замена
- Великобритания — Sarah Louise Long